# Dwerggaasvliegen
De dwerggaasvliegen (Coniopterygidae) vormen een familie van netvleugeligen (Neuroptera). De familie omvat wereldwijd zo'n 300 soorten, waarvan 58 in Europa.
Dwerggaasvliegen hebben een vleugellengte van 1,8 tot 5 millimeter. De soorten zijn binnen een geslacht meestal alleen aan de hand van genitaalonderzoek van elkaar te onderscheiden. De larven worden tot 3,5 millimeter lang en leven van bladluizen, schildluizen en Acarina.

## In Nederland waargenomen soorten
- Genus: Aleuropteryx
  - Aleuropteryx loewii
- Genus: Coniopteryx
  - Coniopteryx borealis
  - Coniopteryx esbenpeterseni
  - Coniopteryx pygmaea
  - Coniopteryx tineiformis
  - Coniopteryx tjederi
- Genus: Conwentzia
  - Conwentzia pineticola
  - Conwentzia psociformis
- Genus: Helicoconis
  - Helicoconis lutea
- Genus: Parasemidalis
  - Parasemidalis fuscipennis
- Genus: Semidalis
  - Semidalis aleyrodiformis
  - Semidalis pseudouncinata